# Dani Parejo
Daniel Parejo Muñoz (* 16. dubna 1989 Coslada) je španělský profesionální fotbalista, který hraje na pozici středního záložníka za španělský klub Villarreal CF. Mezi lety 2018 a 2019 odehrál také 4 utkání v dresu španělské reprezentace.

## Reprezentační kariéra
Daniel Parejo působil v mládežnických reprezentacích Španělska. 

S týmem do 19 let vyhrál Mistrovství Evropy U19 2007 v Rakousku.
Se španělskou reprezentací do 20 let se zúčastnil Mistrovství světa hráčů do 20 let 2009 v Egyptě. 

S týmem do 21 let vyhrál roku 2011 Mistrovství Evropy U21 v Dánsku, kde Španělé zvítězili ve finále nad Švýcarskem 2:0.

## Úspěchy

### Individuální
- Sestava sezóny Evropské ligy UEFA – 2020/21[5]